# Cychrus attenuatus
Cychrus attenuatus es una especie de escarabajo del género Cychrus, categorizada en la tribu Cychrini, de la subfamilia Carabinae.

## Distribución
Se distribuye por Europa: Francia, Bélgica, Alemania, Suiza, Austria, Chequia, Eslovaquia, Hungría, Polonia, Ucrania, Italia, Eslovenia, Croacia, Bosnia y Herzegovina, Rumania y Moldavia.

## Taxonomía
Fue descrita por Fabricius en 1792.